# Toquí dels canyons
El toquí dels canyons (Melozone fusca) és un ocell de la família dels passerèl·lids (Passerellidae)., que es distribueix per Estats Units i Mèxic. Fins a 1989, el toquí dels canyons i el toquí de Califòrnia eren considerats com una sola espècie dins el gènere Pipilo que s'anomenava toquí bru i fins a l'any 2009 no es va transferir al gènere Melozone.
És un ocell de plomatge marró grisenc, amb les plomes cobertores inferiors de la cua i les de la gola lleugerament vermelloses.
Habita en llocs secs i temperats, en deserts, en matolls i en boscos de muntanya, on existeixen arbustos o fullaraca. Es distribueix des del sud dels Estats Units (estats d'Arizona, Colorado i Texas) cap a Mèxic, on s'estén al llarg de la península de Baixa Califòrnia i des dels estats del nord fins a Oaxaca i Veracruz.

## Descripció
Fa de 19 a 25 cm de llarg i té una cua notablement llarga, de 8,2 a 11 cm. Aquesta espècie pesa de 36,5 a 67 g tot i que de mitjana només pesa uns 45 g. Entre les mesures estàndard, la corda de l'ala és de 8,2 a 10,1 cm, el bec és d'1,4 a 1,7 cm i el tars és de 2,3 a 2,7 cm. És de color marró terrós, amb les parts inferiors una mica més clares i el cap una mica més fosc amb el casquet rossec (excepte que els ocells del centre de Mèxic tenen el casquet del mateix color que l'esquena); també hi ha una zona lleugerament vermellosa sota la cua. Hi ha poc dimorfisme sexual. S'assembla molt al toquí de Califòrnia (els dos abans es consideraven la mateixa espècie), però les respectives distribucions no es superposen.

## Distribució i hàbitat
El toquí dels canyons és originari de zones baixes des d'Arizona, el sud de Colorado, Nou Mèxic i l'oest de Texas fins al nord-oest d'Oaxaca (Mèxic), evitant majoritàriament les costes.
L'hàbitat natural són les zones arbustives, chaparral, contraforts desèrtics, canyons, boscos de Pinus monophylla i ginebres, prats amb Cylindropuntia (cactus), mezquite i hàbitats similars.

## Alimentació
El toquí dels canyons s'alimenta a terra o en matolls baixos més que a la copa dels arbres. A prop de l'habitatge humà, sovint es veu als aparcaments, on s'alimenta d'insectes a les reixes dels cotxes i es protegeix sota els cotxes quan és molestat.
S'alimenta majoritàriament de llavors (sobretot a l'hivern) i insectes (més aviat a l'estiu). Els joves s'alimenten gairebé totalment d'insectes. De vegades pot menjar algunes baies i fruites petites.

## Taxonomia
Com s'indica al principi, hi havia un debat sobre la taxonomia del grup de toquís al qual pertany aquesta espècie però en l'actualitat la genètica molecular sembla haver resolt aquesta qüestió a favor de la separació de les espècies.
Es reconeixen deu subespècies:
- M. f. mesoleuca (Baird, 1854) localitzat al sud-oest d'USA i nord de Mèxic.
- M. f. intermedia (Nelson, 1899) nord-oest de Mèxic.
- M. f. jamesi (Townsend, 1923) illa Tiburón (nord-oest de Mèxic).
- M. f. mesata (Oberholser, 1937) centre oest d'USA.
- M. f. texana (Van Rossem, 1934) oest, centre de Texas i nord-est de Mèxic.
- M. f. perpallida (Van Rossem, 1934) centre oest de Mèxic.
- M. f. fusca (Swainson, 1827) centre i centre-sud de Mèxic.
- M. f. potosina (Ridgway, 1899) centre nord i centre de Mèxic.
- M. f. campoi (Moore, RT, 1949) est Mèxic.
- M. f. toroi (Moore, RT, 1942) centre sud a sud de Mèxic.